# ムーアズクリーク橋の戦い
ムーアズクリーク橋の戦い（英: Battle of Moore's Creek Bridge）は、アメリカ独立戦争中の1776年2月27日、ノースカロライナのウィルミントン近くで行われた戦闘である。ノースカロライナ植民地のパトリオット（独立推進派）がスコットランド系のロイヤリスト（英国王忠誠派）に勝利した結果、アメリカ独立のための政治的支援体制が確立し、その軍隊への徴兵数を増すことになった。
ノースカロライナ植民地におけるロイヤリストが地元から徴兵する動きは、レキシントン・コンコードの戦いの報せが入った時から始まり、同じようにパトリオットの方も大陸軍と民兵隊の組織化を始めた。1776年1月、イギリス軍がこの地域に遠征を計画しているという報せが入り、総督のジョサイア・マーティンはその到着に合わせてロイヤリストの民兵隊を結集させるよう命令した。パトリオットの民兵と大陸軍の部隊がその合流を阻止すべく動員され、幾つかの経路が封鎖されたので、装備がお粗末なままのロイヤリストは、ウィルミントンから約18マイル (29 km) 北のムーアズクリーク橋でパトリオットの部隊との衝突を強いられた。
2月27日早朝に行われた短時間の戦闘で、スコットランド系のロイヤリストが刀を振りかざし橋を渡って突撃したが、マスケット銃の一斉射撃に遭った。ロイヤリストの指導者1人が戦死し、その他捕虜になった者も多く、全軍が散り散りになった。その後の数日間多くのロイヤリストが逮捕され、それ以上徴兵しようという動きを封じた。その後ノースカロライナ植民地が軍事的脅威に曝されたのは1780年になってからであり、1781年にイギリス軍のチャールズ・コーンウォリスがこの地域でロイヤリストを徴兵しようとしても、ムーアズクリーク橋の戦いに関する記憶とその後の動きによって動けなくなっていた。

## 背景

### イギリス側の徴兵
1775年初期、13植民地の中で政治と軍事の緊張が高まり、ノースカロライナ植民地の総督ジョサイア・マーティンは、ノースカロライナ内陸部に入っているスコットランド系開拓者と、同調的な世直し党（当初は腐敗した植民地管理に対抗した集団）、および海岸部で不満を抱いているロイヤリストと結びつけて、大規模なロイヤリスト軍を構築し域内のパトリオット同調者に対抗させようとした。マーティンはロンドンに1,000名徴兵の許可を請願して拒絶されたが、ロイヤリストの支援を糾合する動きを続けた。
これと同じ頃、スコットランド出身のアラン・マクリーンが北アメリカ中でスコットランド系ロイヤリストを徴兵する許可を国王ジョージ3世に働きかけて成功していた。4月には、北アメリカに住む退役したスコットランド系兵士を徴兵して、ロイヤル・ハイランド移民隊と呼ばれる1個連隊の結成許可を王室から取得した。そのための1個大隊はニューヨーク、ケベックおよびノバスコシアの各植民地を含む北方の植民地で徴兵することとし、2つめの大隊は数多い元兵士が土地を与えられているノースカロライナなど南部の植民地で徴兵することとされた。マクリーンは6月にトマス・ゲイジ将軍から任務を与えられた後、6月17日に行われたバンカーヒルの戦いにも参戦した古参士官のドナルド・マクロードとドナルド・マクドナルドを南部に派遣して、そこでの徴兵活動を推進させた。これらの徴兵担当者は、有名なジャコバイトのヒロイン、フロラ・マクドナルドの夫であるアラン・マクドナルドが既に北アメリカで活発に徴兵活動を行っていることにも気付いていた。徴兵担当者がノースカロライナのニューバーンに到着したことで、現地の安全委員会の委員は疑念を抱いたが、彼等を逮捕することまではしなかった。
1776年1月3日、マーティンはヘンリー・クリントン将軍の指揮で2,000名以上の部隊が南部に派遣される計画があり、その到着は2月半ばに予測されていることを知った。マーティンは徴兵担当者達に徴兵した兵士を2月15日までに海岸部まで送ることを期待しているという伝言を送り、アレクサンダー・マクリーンにはその地域での協調行動を取らせるためにクロスクリーク（現在のノースカロライナ州ファイエットビル）に派遣した。マクリーンはマーティンに5,000名の世直し党と1,000名のスコットランド出身者を組織し装備させられるという楽観的な報告を行った。
2月5日に世直し党とスコットランド系の指導者がクロスクリークで会合した時に、その後の進め方について意見の不一致があった。スコットランド系は部隊を集結させる前にイギリス軍が実際に到着するのを待ちたいと考え、一方世直し党は即座の行動を望んだ。世直し党は5,000名の部隊を起ち上げられると主張していたのでその見解が主流となったが、スコットランド系は700名から800名を起ち上げられるだけと考えていた。この部隊が2月15日に集結したとき、総勢は約3,500名になったが、その後の数日で勢力は急速に減っていった。多くの兵士はイギリス軍と出逢って護衛されることを期待しており、海岸に向かう途中で戦わなければならない可能性を考えてはいなかった。3日後に行軍しているとき、ドナルド・マクドナルド准将は1,400名ないし1,600名の兵士を率いていたが、大半がスコットランド系兵士だった。この勢力は日が重なるにつれて脱走する者の数が増加しさらに減っていった。

### パトリオットの反応
クロスクリークで会合が行われたという報せは、その数日後にパトリオット側ノースカロライナ植民地会議の代議員にもたらされた。植民地会議は第二次大陸会議の決議に従い、1775年秋に大陸軍のノースカロライナ第1連隊を起ち上げており、ジェイムズ・ムーアにその指揮を委ねていた。ウィルミントンとニューバーンの地方安全委員会もそれぞれアレクサンダー・リリントンとリチャード・キャズウェルを指揮官とする民兵隊を組織していた。2月15日、パトリオットの部隊は動員を始めた。

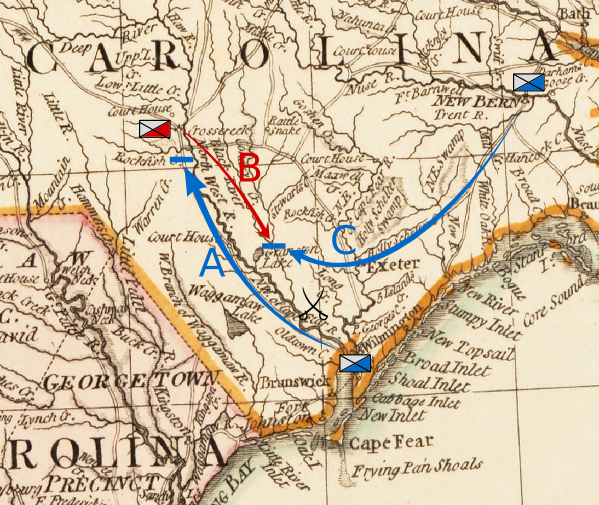
初期の動きを示す地図
A: ムーア隊のウィルミントンからロックフィッシュクリークへの移動
B: マクドナルド隊のコルベット・フェリーへの移動
C: キャズウェル隊のニューバーンからコルベット・フェリーへの移動

ムーアはロイヤリストの部隊が海岸に到着するのを阻止することを目指し、ウィルミントンから大陸軍兵650名を率いて出た。この部隊は2月15日にロイヤリストの宿営地から約7マイル (11 km) のロックフィッシュクリークの南岸で宿営した。マクドナルド将軍はその到着を知り、ムーアにマーティン総督が発した宣言書と、反乱者に武器を置くことを呼びかける文書の写しを送った。ムーアはロイヤリストが「彼等の」武器を置き大陸会議の支持に回るよう促す独自の呼びかけで応えた。一方でキャズウェルがニューバーンの民兵800名を率いてこの地域に向かっていた。

### ロイヤリストの行軍
マクドナルドはその好ましいと思った道がムーア隊に塞がれたので、ウィルミントンから約18マイル (29 km) にあるウィドウ・ムーアズクリーク橋の方向に行き着くことになる別の道を選んだ。2月20日、マクドナルド隊はクロスクリークでケープフェア川を渡り、ムーア隊が使えないように渡河に使った船を破壊した。この部隊は次にサウス川を渡り、ブラック川の渡し場であるコルベット・フェリーへ向かった。キャズウェルはムーアからの命令に従い、その渡し場に真っ先に到着してそこに防御物を構築した。ムーアはキャズウェル隊が敗北したり回避したりされる事態の予防処置として、リリントンにウィルミントンの民兵150名、ジョン・アッシュ大佐にニューハノーバー志願兵レンジャーズ中隊の100名を付けて、ウィドウ・ムーアズクリーク橋に陣地を構えるよう派遣した。これらの部隊は強行軍で移動し、ケープフェア川の南岸をエリザベスタウンまで進んで、そこから北岸に渡った。そこからはブラック川とクロスクリークの合流点に降り、クリークの東岸で塹壕を掘り始めた。ムーアは別の民兵中隊を派遣してクロスクリークを占領させ、大陸軍兵にはリリントンとアッシュの部隊の後を追わせた。この部隊も同じ経路を通ったが、戦闘が終わるまでに到着できなかった。
マクドナルドとその部隊がコルベット・フェリーに到着したとき、そこの渡し場がキャズウェル隊に封鎖されていることが分かった。マクドナルドは戦闘に備えさせたが、土地の奴隷からブラック川を数マイル遡った所に2つめの渡し場があると教えられた。2月26日、マクドナルドは後衛部隊に渡河を計画しているように見せる陽動行動を命令し、一方で主力を率いて2つめの渡し場に向かい、さらにムーアズクリーク橋に進んだ。キャズウェルはマクドナルド隊が擦り抜けようとしていることに気付くと、その兵士をわずか数時間で10マイル (16 km) 先のムーアズクリークに急がせ、そこでマクドナルド隊を叩こうとした。マクドナルドは兵士の1人に休戦の旗を持たせてパトリオットの宿営地に行かせて降伏を要求させ、ついでにその防御の度合いを探らせた。キャズウェルは降伏を拒否したので、その使者はパトリオットの防御度に関する詳細の情報と共に戻ってきた。

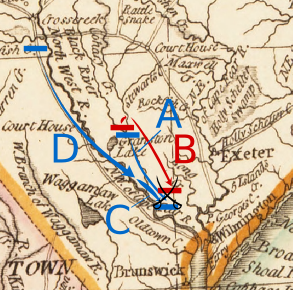
ムーアズクリーク橋に向かう動きを示す地図
A: キャズウェル隊の動き
B: マクドナルド隊の動き
C: リリントンとアッシュ隊の動き
D: ムーア隊の動き

キャズウェル隊は橋の西岸にいくらか塹壕を掘っていたが、そこはパトリオットにとって利点のある場所ではなかった。その陣地は唯一の退路が狭い橋を渡っていくことになる場所を守ることを強いるものだったので、マクドナルドは地図を見たときにパトリオット側の明らかな不利を認識できた。ロイヤリストはその夜に開いた作戦会議で攻撃を決断した。別の渡し場を探すことはムーア隊がこの地域に到着する時間を与えてしまうからだった。その夜キャズウェルはその陣地を棄てて、クリークの反対側に陣地を構える決断をした。ロイヤリストが橋を使うときに事態を難しくさせるために、橋の板を外し、手摺りにはグリースを塗った。

## 戦闘
ロイヤリストがムーアズクリークに到着した時までに、その部隊は700名ないし800名に減じていた。この中で約600名がスコットランド系であり、残りが世直し党だった。さらに行軍は年取ったマクドナルド将軍には酷なものだったので病気になり、指揮権をドナルド・マクロード中佐に渡していた。ロイヤリストは2月27日の午前1時に宿営地を畳んで、そこから数マイル先の橋に向かって行軍した。この部隊が夜明け直ぐ前に到着したとき、橋の西岸の防御陣地が放棄されていることが分かった。マクロードが部隊兵に近くの樹木の背後で防御線を張るよう命じた時、川向こうにいたパトリオットの歩哨がキャズウェルにロイヤリストの到着を報せるためにマスケット銃を発砲した。この音を聞いたマクロードは即座に攻撃開始を命じた。
夜明け前の霧の中でスコットランド系中隊が橋に接近した。橋越しに呼びかけられた誰何の声に対する反応として、アレクサンダー・マクリーン大尉が自分は国王の友人だと叫び、ゲール人に対する挑戦の気持ちも表した。これに対する答えがなかったので、マクリーンは部下の中隊に発砲を命じ、パトリオットの歩哨との間に銃撃戦が始まった。マクロード大佐とジョン・キャンベル大尉が選別した抜刀の中隊を率い、橋を越えて突撃を掛けた。
キャズウェルは前夜に橋の一端を囲む半円形の土盛を構築しており、そこに小さな野砲2門を据えていた。スコットランド系中隊が土盛から30歩に迫ったとき、パトリオットが野砲を発砲させ、凄まじい効果を上げた。マクロードとキャンベルは共に一斉射撃の中で倒れた。ムーア大佐はマクロードが20発以上のマスケット弾を受けていたと報告した。キャンベル中隊の生き残った兵士は橋の向こうまで後退し、ロイヤリストの部隊は恐怖につかれて散開した。
パトリオットはこの成功に付け込んで素早く橋板を戻し、追跡を始めた。キャズウェルの副官の一人に率いられた勇敢な中隊が橋より上流でクリークを渡り、退却するロイヤリストの側面を衝いた。ムーア大佐は戦闘が終わってから数時間後に戦場に到着した。その報告書では30名のロイヤリストが戦死または負傷したと記していたが、「多くの者がクリークに落下したに違いなく、水に攫われた。彼等の損失は50名になると思う」とも書いていた

## 戦闘の後
戦闘後の数日間で、パトリオット部隊は逃亡するロイヤリストの掃討を続けた。全体で約850名の者が逮捕された。その大半は仮釈放で解放されたが主導者達は囚人としてフィラデルフィアに送られた。クロスクリークのロイヤリスト宿営地を確保したことで、パトリオットは1,500挺のマスケット銃、300挺のライフル銃およびスペイン金15,000ドル（当時の価値で）を押収した。これらの武器の多くはおそらく狩猟用のものであり、ロイヤリストの蜂起に直接関わらなかった人々から取り上げられたものである可能性がある。この戦闘の結果でパトリオットの側に徴兵を促進させる効果が生まれ、ノースカロライナ中のロイヤリスト指導者が多く逮捕されたことでパトリオットが植民地を支配するようになった。この戦闘はノースカロライナにスコットランド系社会に大きな影響を与えた。独立戦争の後半で武器を取れという呼びかけにもロイヤリストは蜂起を拒否し、パトリオットの隣人による略奪行為によって多くの者がその家から叩き出された。フロラ・マクドナルドは1779年に故郷のスカイ島に戻り、イギリス軍のチャールズ・コーンウォリス将軍が1781年にクロスクリークを通過したとき、「住民の多くが馬で宿営地に来て私と握手し、我々に会えて嬉しいと言い、大陸軍のグリーン将軍を破ったと言った後で馬に乗って家に帰った」と報告した。
この戦いの報せがロンドンに届いたとき、様々な反応があった。ある報せでは正規兵が関わっていなかったのでこの敗北を過小に報告しており、またある報せでは「劣勢な」パトリオット部隊がロイヤリストを破ったとしていた。ロンドンでこの戦争を遂行するための責任者だったジョージ・ジャーメイン卿はこの戦いが完敗であったにも拘わらず、ロイヤリストを集めればそこそこの部隊になると確信したままでいた。
ロイヤリスト達が落ち合うことを期待していたイギリス軍は行程がかなり遅れており、2月中旬までアイルランドのコークを出発していなかった。その輸送船団はさらに遅れ、悪天候のために散り散りになったので、全部隊がケープフェアに着いたのは5月になってからだった。その船団が集結したときに、ノースカロライナの植民地会議はハリファックスで会合を開き、4月初旬には植民地で最初の独立宣言を決議した。イギリス軍のクリントン将軍はその部隊を使ってサウスカロライナのチャールストンを占領しようとした。しかしサリバン島の戦いでその試みが潰えた。このためにイギリス軍は南部植民地を支配しようとする試みを中断し、再開したのは1778年後半になってからだった。
この戦いの戦場は19世紀後半に私人によって保存され、その後は州の財政的支援を受けるようになった。連邦政府は1926年に戦場跡を引継ぎ、陸軍省によって運営される国立軍事公園に指定した。陸軍省はこの公園を1933年まで運営し、その後はアメリカ合衆国国立公園局がムーアズクリーク国定戦場として管理を始めた。1966年にはアメリカ合衆国国家歴史登録財に指定された。毎年2月の最終週の週末にこの戦闘の記念行事が行われている。

## 両軍の勢力
この戦闘に関する初期の史料では、戦闘に関わった両軍の勢力を誤って報告していることが多い。良くある報告ではロイヤリスト1,600名、パトリオット1,000名としている。この数字は現在でも国立公園管理局が用いている。しかし歴史家のデイビッド・ウェイルソンは、ロイヤリストの数が大きいのはマクドナルド将軍とキャズウェル大佐の報告によるものとしている。マクドナルドはその数字をキャズウェルに伝えており、クロスクリークで行軍を始めたときの推計値として妥当なものだった。クロスクリークでも戦闘でも参加していたアレクサンダー・マクリーンは、戦闘のときにわずか800名のロイヤリストしかいなかったと報告した。これはマーティン総督も同じである。パトリオットの部隊は、キャズウェルがジョン・アッシュのレンジャー部隊をリリントン中隊の一部と報告したために、少ない数字になっている。